# Малые Гривы
Малые Гривы —  деревня в Сосновском районе Нижегородской области. Входит в состав  Елизаровского сельсовета

## География
Находится на расстоянии приблизительно 5 километров по прямой на запад от поселка Сосновское (Сосновский район), административного центра района.

## Население
Постоянное население составляло 55 человек (русские 100%) в 2002 году, 49 в 2010.